# 訃報 1973年2月
訃報 1973年2月（ふほう 1973ねん2がつ）では、1973年（昭和48年）2月中に物故した、又は物故が報じられた人物についてまとめる。

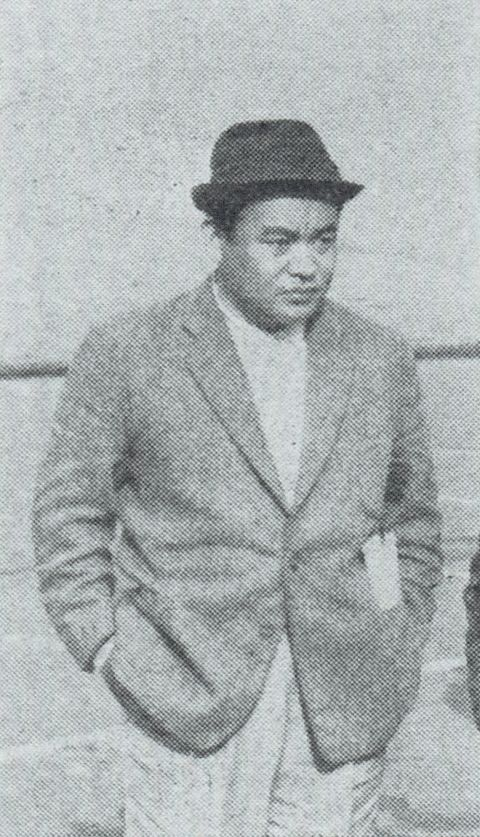
円谷一 / 2月9日没

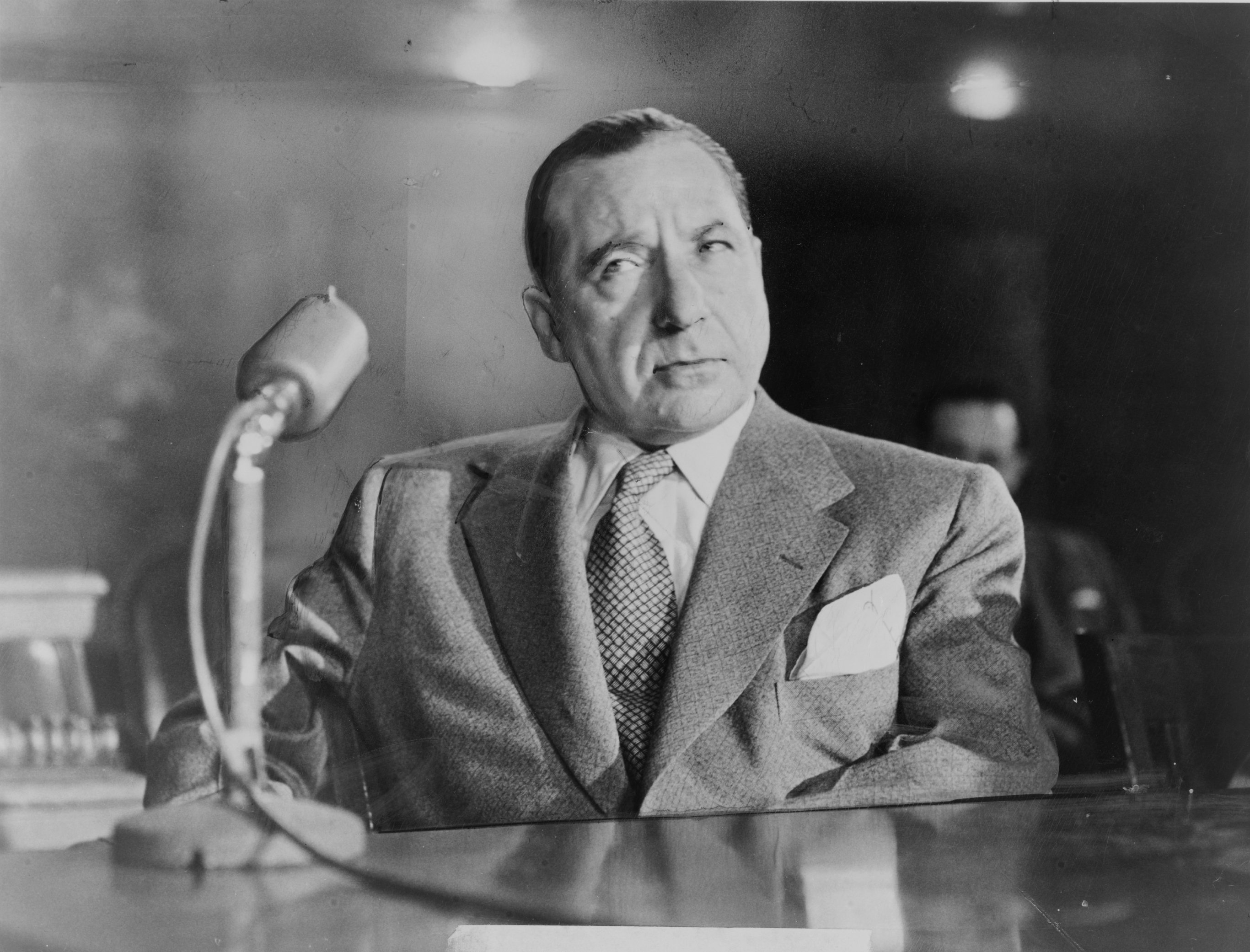
フランク・コステロ / 2月18日没

## （1日 - 14日）
- 2月1日 - 守屋栄夫、内務官僚・政治家・弁護士・歌人（* 1884年）
- 2月2日 - 石原円吉、漁業関係者・政治家・実業家（* 1877年）
- 2月2日 - 長谷川秋子、俳人（* 1926年）
- 2月3日 - 原田宇一郎、陸軍軍人（* 1890年）
- 2月3日 - 柴田利右エ門、労働運動家・政治家（* 1916年）
- 2月5日 - 稲田周一、内務・宮内官僚（* 1902年）
- 2月6日 - アイラ・ボーエン、天文学者（* 1898年）
- 2月6日 - 内山惣十郎、演出家・劇作家・脚本家・作詞家・俳優（* 1897年）
- 2月9日 - 長沼直兄、日本語教育者（* 1894年）
- 2月9日 - 團伊能、実業家・政治家（* 1892年）
- 2月9日 - 作田荘一、経済学者（* 1878年）
- 2月9日 - 円谷一、円谷プロダクション2代目社長（* 1931年）
- 2月10日 - 大久保偵次、大蔵官僚（* 1883年）
- 2月11日 - ヨハネス・ハンス・イェンゼン、物理学者（* 1907年）
- 2月11日 - 島田啓三、漫画家（* 1900年）
- 2月11日 - 嵐吉三郎 (7代目)、歌舞伎役者（* 1894年）
- 2月12日 - 初山滋、童画画家（* 1897年）
- 2月12日 - 川村音次郎、実業家（* 1890年）
- 2月12日 - 諸橋久太郎、政治家・実業家（* 1893年）
- 2月13日 - 池島信平、編集者・文芸春秋第3代社長（* 1909年）
- 2月14日 - 翁久允、作家・ジャーナリスト（* 1888年）

## （15日 - 28日）
- 2月16日 - シシリー・メアリー・バーカー、挿絵画家・児童文学作家（* 1895年）
- 2月17日 - 相島敏夫、科学ジャーナリスト（* 1905年）
- 2月18日 - フランク・コステロ、コーサ・ノストラ幹部（* 1891年）
- 2月18日 - 堀田正路、海軍軍人（* 1879年）
- 2月19日 - アイヴァン・サンダーソン、動物学者（* 1911年）
- 2月19日 - ヨゼフ・シゲティ、ヴァイオリニスト（* 1892年）
- 2月20日 - 大橋廣、植物学者・教育者（* 1882年）
- 2月20日 - 棚橋小虎、労働運動家・政治家（* 1889年）
- 2月22日 - カティーナ・パクシヌー、女優（* 1900年）
- 2月28日 - 土居市太郎、将棋棋士（* 1887年）
- 2月28日 - 大久保作次郎、洋画家（* 1890年）